# Хорње Хљебани
Хорње Хљебани (слч. Horné Chlebany) насељено је мјесто са административним статусом сеоске општине (слч. obec) у округу Топољчани, у Њитранском крају, Словачка Република.

## Становништво
| Година:    | 1994. | 2004.   | 2014.   | 2024.   |
| ---------- | ----- | ------- | ------- | ------- |
| Број људи: | 369   | 339     | 360     | 370     |
| Разлика:   |       | -8,13 % | +6,19 % | +2,77 % |

| Година:    | 2023. | 2024.   |
| ---------- | ----- | ------- |
| Број људи: | 379   | 370     |
| Разлика:   |       | -2,37 % |

Према подацима о броју становника из 2011. године насеље је имало 358 становника.